# Gorgasia galzini
Gorgasia galzini és una espècie de peix pertanyent a la família dels còngrids.

## Descripció
- Pot arribar a fer 53 cm de llargària màxima (normalment, en fa 33).
- Nombre de vèrtebres: 178-188.[5]

## Alimentació
Menja zooplàncton, copèpodes, ous d'invertebrats pelàgics, larves de decàpodes, ous de peixos i partícules de matèria orgànica.

## Hàbitat
És un peix marí, demersal i de clima tropical que viu entre 35 i 53 m de fondària.

## Distribució geogràfica
Es troba a l'oceà Pacífic: des de Guam i Austràlia fins a les illes de la Societat (la Polinèsia Francesa).

## Observacions
És inofensiu per als humans.